# Estación de Reggio Emilia AV
La Estación de Reggio Emilia AV (Stazione di Reggio Emilia AV en italiano), también conocida como Stazione Mediopadana es una estación ferroviaria en la Línea de alta velocidad Milán-Bolonia a 4 km al norte de la ciudad de Reggio Emilia. Es la única estación de pasajeros en la línea entre las citadas capitales regionales.

## Características
La estación, totalmente de nueva construcción, pretende ser el centro de importantes mejoras en la urbanización y el transporte terrestre de la zona. Con esta idea las autoridades locales encargaron el proyecto al famoso arquitecto español Santiago Calatrava.
La estación cuenta con nuevas carreteras y estacionamientos para permitir a los pasajeros la intermodalidad con otros medios de transporte. Desde el 15 de diciembre de 2013 a la estación llega el servicio ferroviario regional Reggio Emilia-Guastalla.

## Los trabajos de construcción
El proceso de licitación de los trabajos de construcción de la estación finalizaron en noviembre de 2008 con la adjudicación a la empresa Cimolai S.p.A. de la ciudad de Pordenone. Los trabajos se iniciaron en enero de 2009 y se preveía la apertura de la estación al uso de los viajeros en diciembre de 2010 y la finalización de los trabajos durante 2011, pero finalmente la estación fue habilitada al uso comercial 9 de junio de 2013. 
El costo total de la estación se estimó en aproximadamente 70 millones de euros financiados por el Ministerio de Infraestructuras italiano (Ministero delle Infrastrutture), la Región Emilia-Romaña y la sociedad TAV S.p.A. perteneciente al grupo Ferrovie dello Stato.